# Concierto para violín n.º 1 (Bartók)

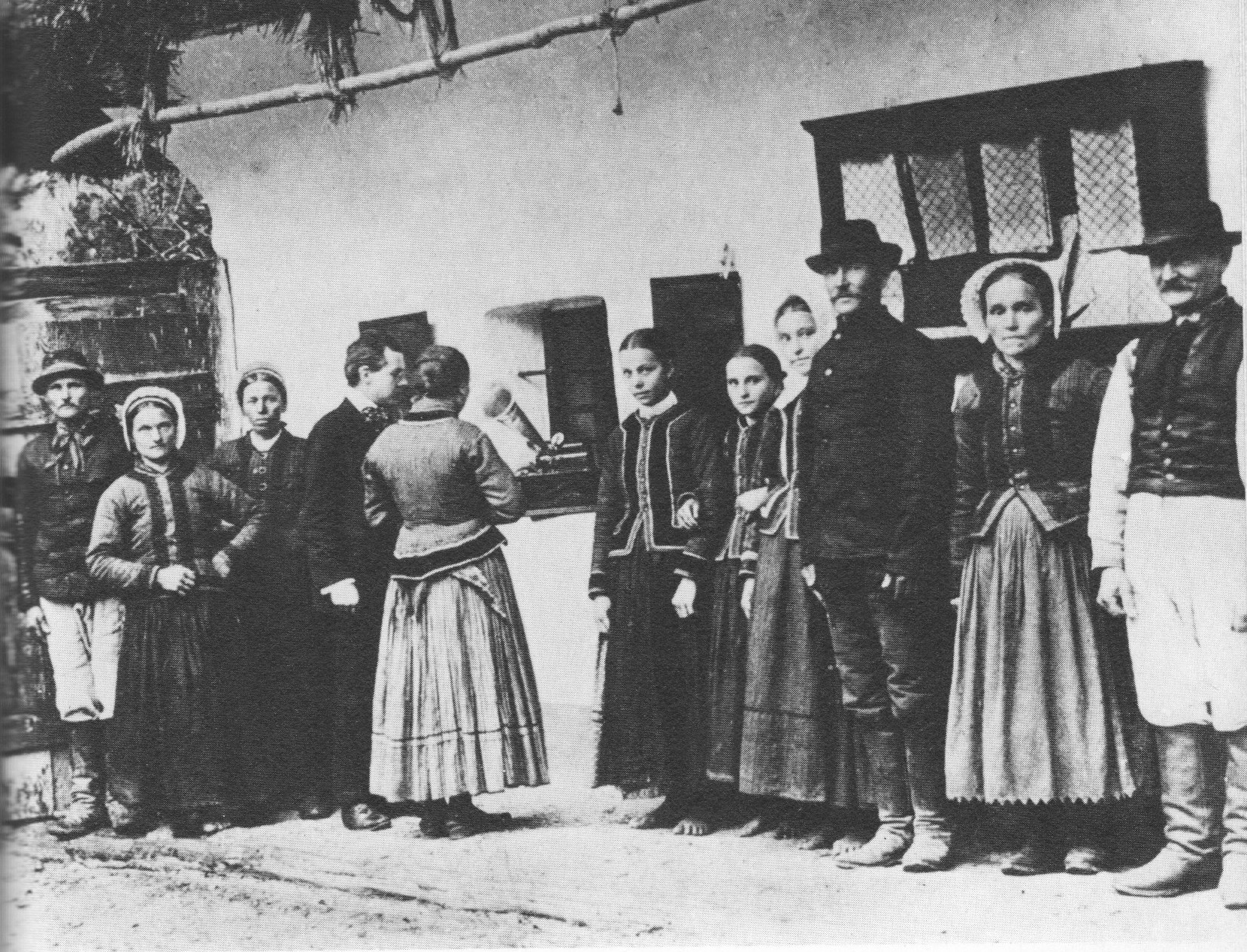
Bartok grabando con un fonógrafo a campesinos cantando canciones populares, en 1908.

El Concierto para violín n.º 1, Sz. 36 es una pieza orquestal compuesta por Béla Bartók en 1908.

## Historia

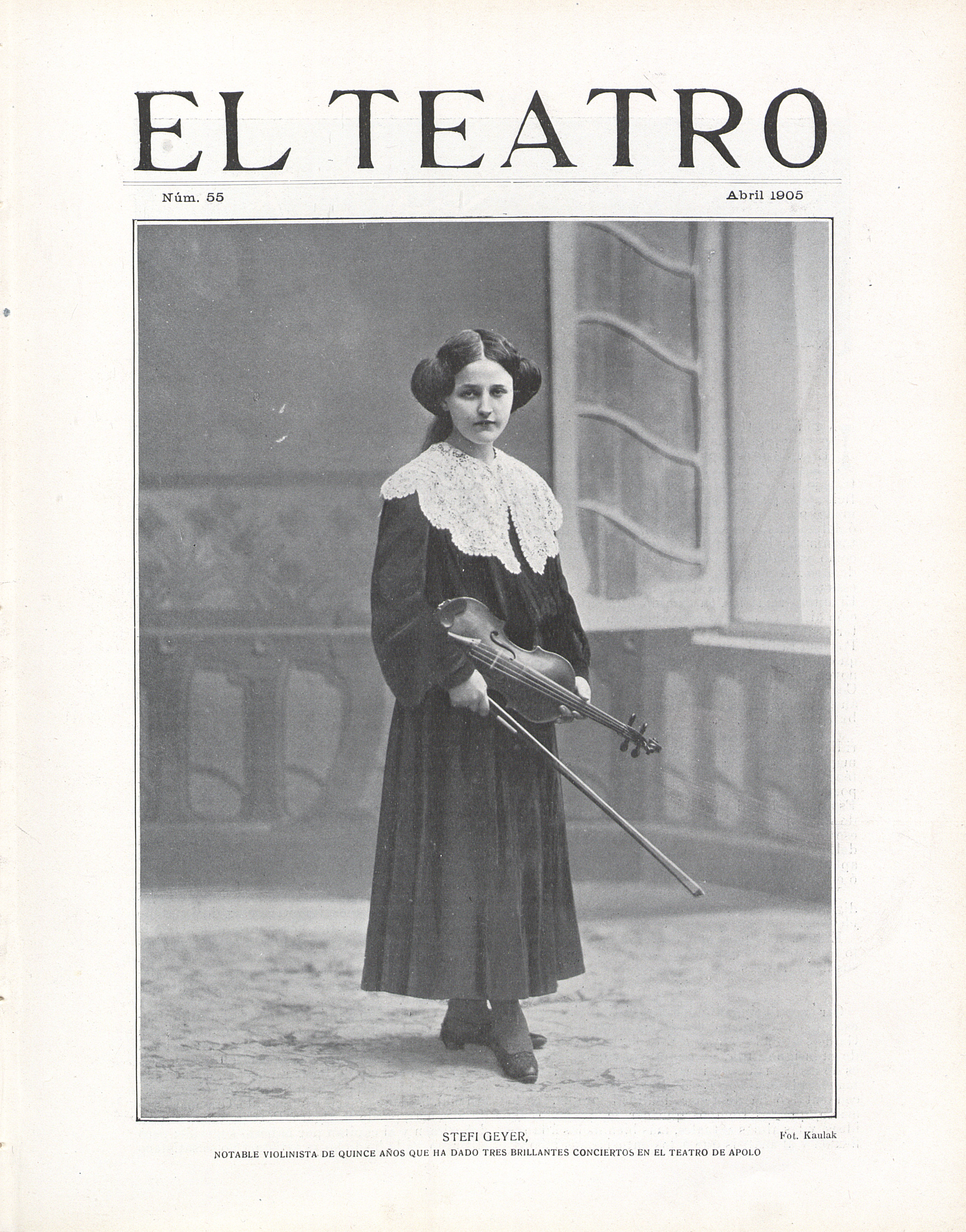
1905-04, El Teatro, Stefi Geyer, Kaulak

El primer concierto para violín y orquesta se terminó en 1908, un año especialmente feliz para el compositor húngaro desde el punto de vista creativo. Sus atenciones hacia la pedagogía lo habían llevado en ese momento a escribir una serie de piezas para piano con el objetivo de llenar los vacíos en el repertorio para principiantes; así nació la primera serie de veinticuatro piezas extraídas de canciones populares húngaras y eslovacas que constituyen el ciclo Para los niños. En mayo de ese mismo año Bartók completó otra composición para piano, las 14 Bagatelles op.6, y también terminó su primer Cuarteto de cuerda en La menor op. 7, aclamado por su amigo fraterno y colega Zoltán Kodály como una obra maestra "como ninguna se había escrito desde los últimos Cuartetos de Beethoven" . La inspiración para componer su Primer Concierto para violín le llegó durante su breve amistad con la violinista Stefi Geyer (1888-1956), a quien conoció cuando era profesor de piano en la Academia de Música de Budapest. Fascinado por la talentosa joven de diecinueve años, alumna de Jenő Hubay (profesora de violín también del gran director de orquesta Eugene Ormandy), Bartók comenzó a trabajar en la partitura del Primer Concierto el 1 de julio de 1907, pocos días después de haber hecho un viaje a Jászberény, un pueblo situado a unos sesenta kilómetros al este de Budapest
Pero poco después de terminar la partitura el 5 de febrero, Bartók tuvo que reconocer que su relación con la violinista se estaba deteriorando. La razón de esto parece haberse debido a una diferencia de opinión irreconciliable en materia de religión. En una carta fechada el 6 de septiembre de 1907, Bartók le había confesado su ateísmo a Stefi; una creencia de la que cambiaría de opinión solo varios años después cuando se convirtió (había nacido en una familia de tradición católica) a la fe religiosa unitaria. La ruptura de la relación llevó a Bartók a la drástica decisión de mutilar el Concierto, utilizando su primer movimiento como el primero de los Dos retratos op. 5 que lleva el subtítulo "Un ideal" (mientras que el segundo "Una imagen deformada", que es casi una caricatura burlona del puro y codiciado ideal que le precede, es la versión orquestal de la decimocuarta bagatela para piano). En cuanto a la partitura original del Concierto, fue guardada celosamente por Geyer hasta su muerte y confiada al gran director de orquesta Paul Sacher, quien dirigió el estreno mundial el 30 de marzo de 1958 en Basilea, con la parte solista asignada al violinista suizo Hansheinz Schneeberger.

## Estructura y análisis
Hasta enero de 1908, Bartók todavía contemplaba escribir un concierto en los tres movimientos tradicionales, pero luego prefirió articular la obra en sólo dos movimientos con fuerte contraste: el primero concebido como «un retrato musical idealizado de Stefi Geyer, trascendente e íntimo» y el segundo, en cambio, representa a «la verdadera Stefi, alegre, ingeniosa y divertida».

### I.Andante sostenido
El primer movimiento se caracteriza por el motivo musical formado por las notas Re - Fa sostenido - La - Do sostenido en orden ascendente que en una carta fechada en septiembre de 1907 Bartók le presenta a Stefi diciendo: «aquí está tu leitmotiv». Lo introduce el solista, a quien se le encomiendan los siete primeros compases sin acompañamiento orquestal. Los demás instrumentos entran progresivamente, sin olvidar nunca el tema introductorio, que reaparece muy claro gracias a los vientos al unísono, mientras el violín solista se eleva para una textura más aguda. Entre cromatismos exagerados, el solista vuelve tímidamente al tema, pero un tono y medio más bajo, pero cambiándolo después de las primeras cinco notas, luego da paso a la orquesta para un breve interludio sinfónico (en un tiempo algo menos sostenido). en el que los oboes tienen un papel protagonista. Después de una breve y solemne declamación de las cuerdas, el solista repite el tema de diversas maneras, primero acompañado de los primeros violines y flautas, luego con el apoyo de una robusta fanfarria de trompetas, trombones y tuba y posteriormente del triángulo y el arpa; finalmente, concluye el movimiento casi silenciando a la orquesta en los últimos siete compases en los que vuelve a proponer la forma ascendente inicial del tema con tenaz lirismo

### II.Allegro giocoso
El segundo movimiento, a diferencia del anterior en el que el motivo Ideal domina de principio a fin, incluye una multiplicidad de temas, a veces apenas anunciados pero siempre retomados. Un primer tema, de carácter enérgico y vigoroso, es presentado por el solista, primero sin acompañamiento y luego con el apoyo de breves intervenciones orquestales. Un segundo tema, más amable y sosegado que el anterior, comienza con dos sol largos y bajos y se eleva con intervalos que recuerdan el tema del movimiento anterior. Un tercer tema, en tempo Meno allegro e rubato, tiene una estructura descendente, casi una inversión del primero, El carácter lúdico, casi burlesco, del segundo movimiento queda subrayado por la agrupación de fagots, violonchelos y contrabajos. El virtuosismo del solista aumenta, interrumpido por un interludio sinfónico y por un episodio en tiempo molto sostenuto en el que se retoma y varía un tema anterior. Luego, la orquesta parece retirarse poco a poco, dejando solo al solista. Después de un "stringendo" y "ritardando e diminuendo" parecería que toca concluir con una reminiscencia del tema "ideal". Pero tras una breve pausa, cinco compases de la orquesta invierten la situación sellando el concierto con una estentórea perorata final.